# Creedia partimsquamigera
Creedia partimsquamigera és una espècie de peix de la família dels creédids i de l'ordre dels perciformes.

## Descripció
El cos, semblant morfològicament al d'una anguila, fa 7 cm de llargària màxima i és de color marró groguenc clar al dors, translúcid al ventre i amb les aletes transparents. Absència d'espines a les aletes dorsal i anal. 14-16 radis tous a l'única aleta dorsal, 25-28 a l'anal i 12-13 a les pectorals. Aletes pelvianes amb 1 espina i 4 radis tous. 45-47 vèrtebres. Línia lateral no interrompuda i amb 44-47 escates.

## Alimentació
El seu nivell tròfic és de 3,23.

## Hàbitat i distribució geogràfica
És un peix marí, associat als esculls (entre 10 i 15 m de fondària) i de clima subtropical, el qual viu al Pacífic sud-occidental: és un endemisme de les àrees sorrenques properes als esculls rocallosos de Nova Gal·les del Sud (Austràlia).

## Observacions
És inofensiu per als humans, s'enterra profundament a la sorra i el seu índex de vulnerabilitat és baix (10 de 100).